# Undarheim gård

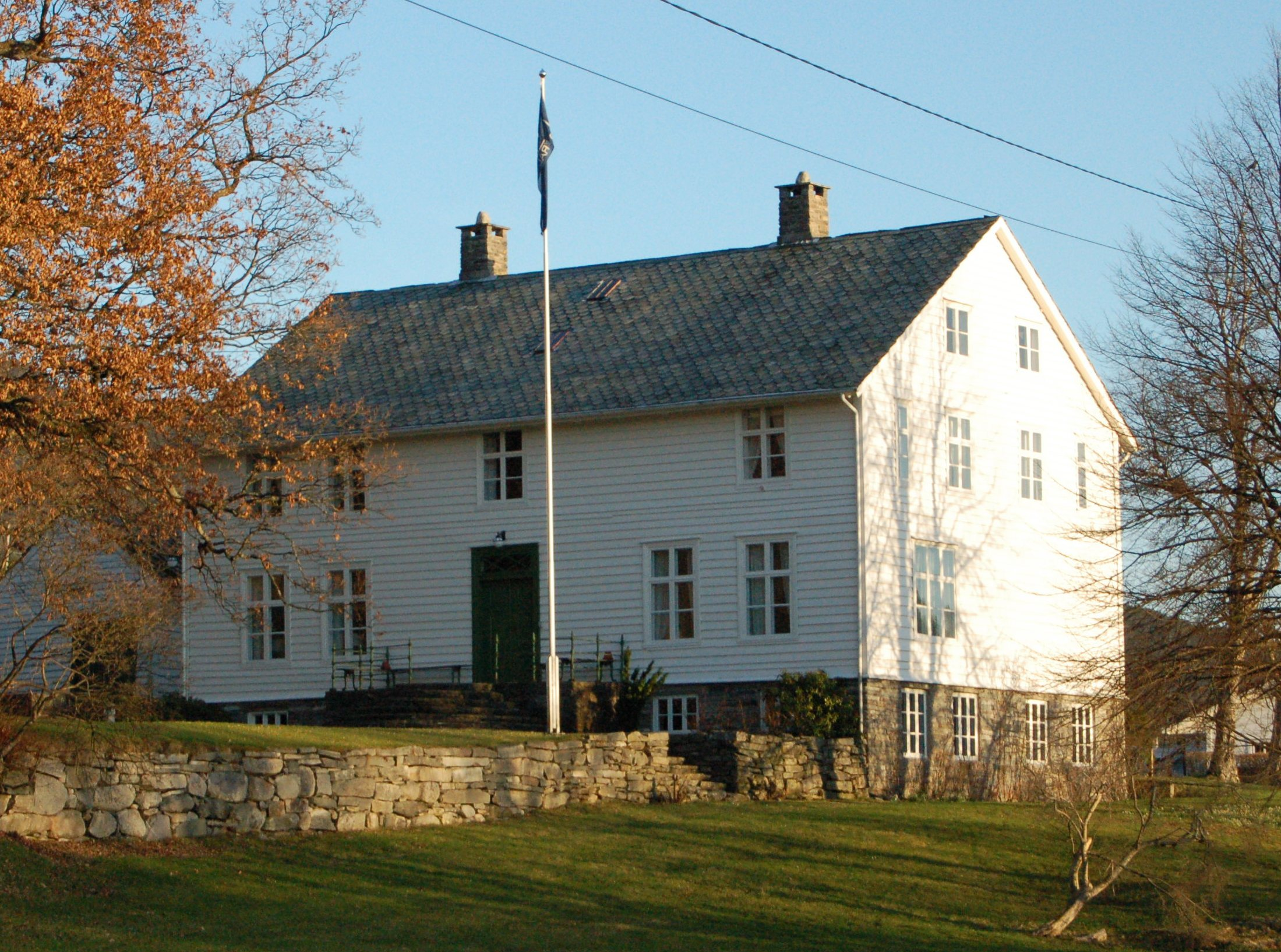

Undarheim gård ligger i Husnes i Kvinnherad kommun i Hordaland i Norge.
Gården stod färdigt som en officersbostad 1824. Under en period var gården författaren Jonas Lies barndomshem. Senare köpte Christoffer Hoelfeldt Lund och hans fru Marie gården och använde det som ett mönsterbruk. De drev också en skola för flickor under ett antal år. Undarheim gård ägs idag av Sør-Norge Aluminium AS som restaurerat huset. Idag används gården till konstutställningar, konserter, litteraturseminarium och andra kulturrelaterade möten. 